# اچ‌ام‌اس یونیورسال (پی۵۷)
اچ‌ام‌اس یونیورسال (پی۵۷) (به انگلیسی: HMS Universal (P57)) یک زیردریایی بود که طول آن ۵۸٫۲۲ متر (۱۹۱٫۰ فوت) بود. این زیردریایی در سال ۱۹۴۲ ساخته شد.